# Geschiedenis van Boekarest

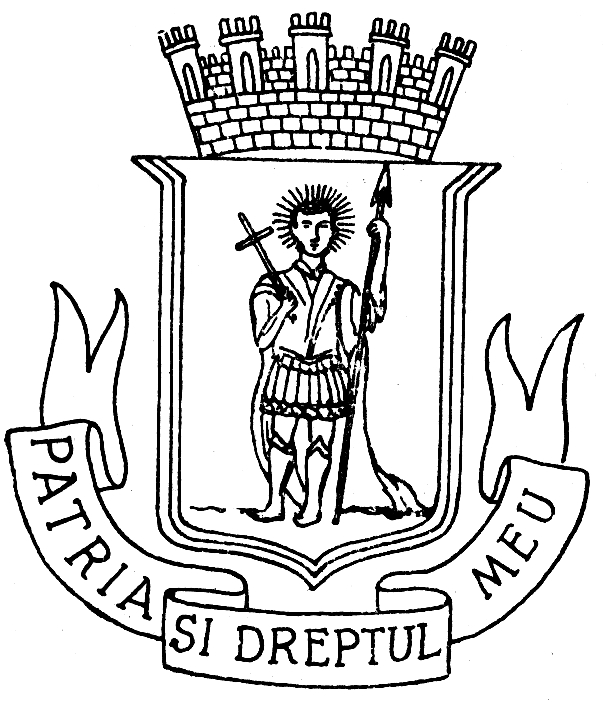
Het Wapen van Boekarest in 1868

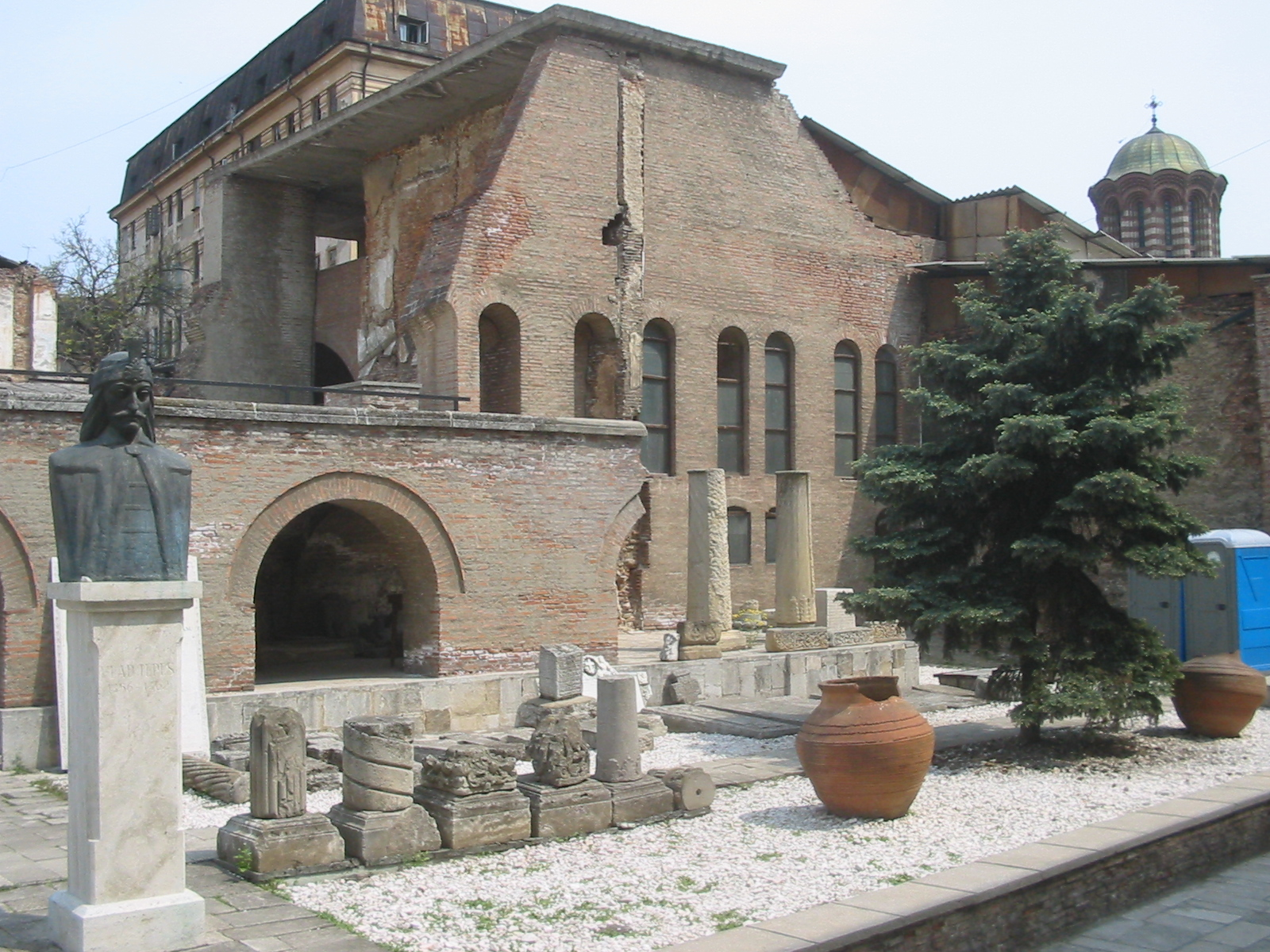
Curtea Veche

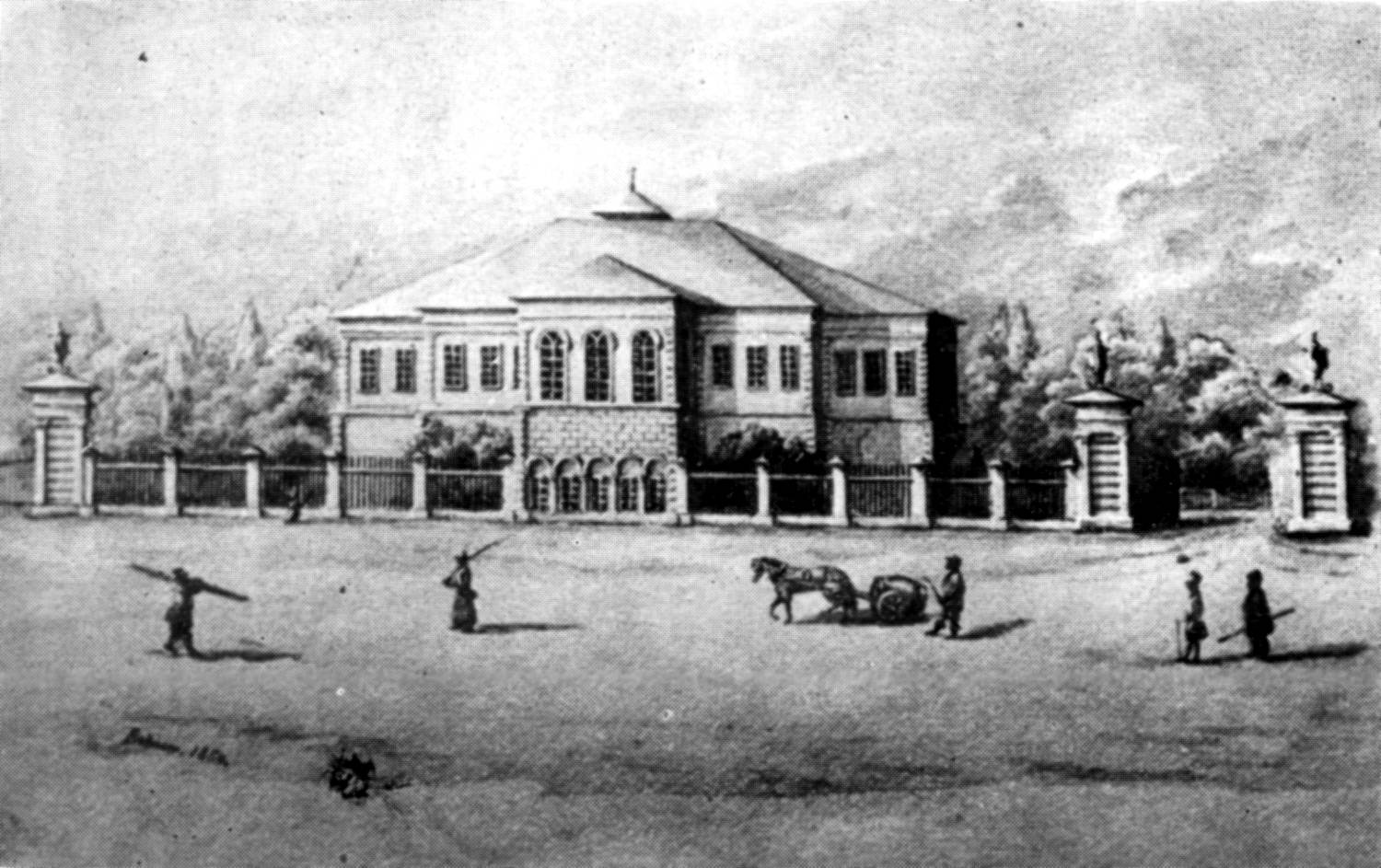
Het huis van de Ban Mihai Ghica in Boekarest (begin 19e eeuw)

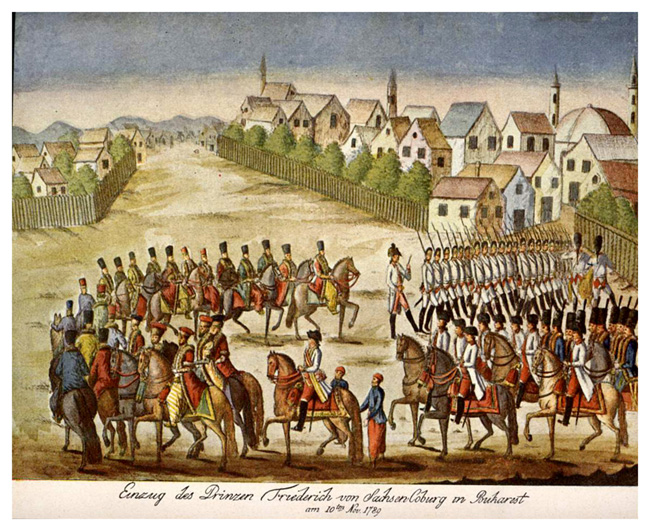
De troepen van Prince Josias van Coburg in Boekarest, 1789

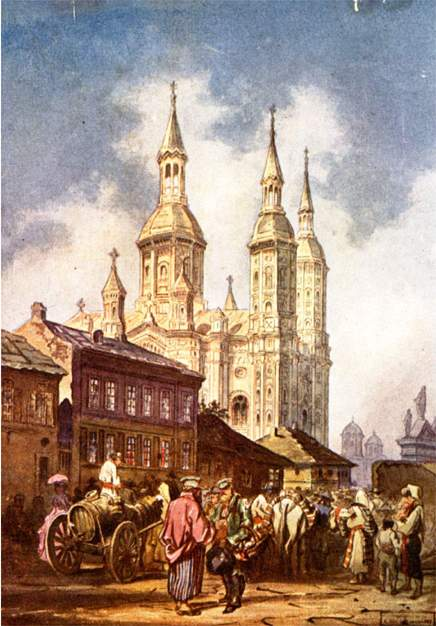
De Kerk van Sint Spiridon in 1860

De geschiedenis van Boekarest is in bronnen beschreven vanaf 1459. De geschiedenis van de stad is onder te verdelen in vier tijdperken.

## Oudheid
Het gebied waarin het huidige Boekarest ligt was grotendeels bedekt met dichte bossen, wat waarschijnlijk de reden is dat er zich in de oudheid geen grote stad ontwikkelde. Wel hadden de Daciërs er diverse kleine nederzettingen. Een aantal van deze Dacische nederzettingen is in de omgeving van Boekarest gevonden. Aan de hand van Romeinse juwelen en munten die er gevonden zijn kan vastgesteld worden dat de bevolking ervan handelsrelaties met de Romeinen onderhield.
Boekarest is nooit een onderdeel van het Romeinse Rijk geweest en er wordt aangenomen dat de lokale bevolking pas werd geromaniseerd nadat de Romeinen zich uit de regio hadden terugtrokken. Slavische volkeren stichtten enige nederzettingen in de omgeving van Boekarest, wat tegenwoordig nog te zien is aan plaatsnamen als Snagov, Glina en Chiajna. De Slavische bevolking werd al voor het eind van de middeleeuwen geassimileerd door de Roemenen.

## Middeleeuwen
Volgens de legende werd Boekarest gesticht door een herder met de naam Bucur, maar het is waarschijnlijker dat Mircea cel Bătrân de stad in de 14e eeuw stichtte nadat hij de Turken had overwonnen. Het woord bucurie betekent "vreugde" in het Roemeens, wat ook de reden is dat Boekarest vaak "de stad van vreugde" wordt genoemd.
Zoals bij de meeste oude Roemeense steden het geval is, wordt de stichting van Boekarest ook wel toegeschreven aan Radu Negru, de half-mythische eerste prins van Walachije. Veel moderne historici veronderstellen dat de stad oorspronkelijk een fort was ter bescherming van Târgoviște, de oude hoofdstad van Walachije.
De naam Boekarest wordt voor het eerst vermeld in 1459 als residentie van de Walachijse prins Vlad Țepeș. Al snel werd het de zomerresidentie van het hof. In 1476 werd de stad geplunderd door de Moldavische prins Stefan cel Mare en in 1595 werd het platgebrand door de Turken. Na de wederopbouw groeide stad echter sterk en nam de welvaart toe, totdat prins Constantin Brâncoveanu Boekarest In 1698 als zijn hoofdstad koos. In februari 1859 werd het de hoofdstad van de Verenigde Provincies van Walachije en Moldavië, sinds december 1861 Roemenië geheten (maar op dat moment nog steeds deel uitmakend van het Ottomaanse Rijk).

## Moderne geschiedenis
Tijdens de 18e eeuw was Boekarest meerdere malen onderwerp van conflict tussen Rusland, Oostenrijk en het Ottomaanse Rijk. In 1812 vielen Bessarabië en een derde van Moldavië met het Verdrag van Boekarest aan Rusland. In 1828 werd Boekarest bezet door de Russen, die de stad een jaar later overdeden aan de prins van Walachije. Op 23 maart 1847 verwoestte een grote brand ongeveer 2000 huizen, wat neerkomt op een derde van de totale stad.
Een opstand tegen prins Bibescu in 1848 zorgde ervoor dat zowel het Turkse als het Russische leger ingrepen. De Russen bezetten de stad in 1853-1854. Toen zij vertrokken waren rukte een Oostenrijks garnizoen op, dat standhield tot maart 1857. In 1858 werd in Boekarest het internationale congres voor de organisatie van de Donauvorstendommen gehouden. Bij de oprichting van Roemenië in 1861 werd Boekarest de hoofdstad. Alexandru Ioan Cuza, de eerste heerser van de verenigde provincies van Moldavië en Walachije werd in 1866 tijdens een opstand afgezet.
In de tweede helft van de 19e eeuw groeide de bevolking van de stad sterk. De extravagante architectuur en het mondaine leven gaven Boekarest de bijnaam "Parijs van het oosten" of "Klein Parijs" ("Micul Paris"). Schaduwzijde was echter het enorme verschil tussen armen en de rijken van de stad.

## 20e eeuw
Op 6 december 1916, de Eerste Wereldoorlog was in volle gang, werd de stad bezet door Duitse troepen en werden de hoofdstedelijke functies verplaatst naar Iași. In november 1918 werd Boekarest bevrijd en werd het de hoofdstad van het nieuwe Verenigd Koninkrijk van Roemenië.
Boekarest leed tijdens de Tweede Wereldoorlog hevig onder Amerikaanse en Britse bombardementen. Op 8 november 1945, de koninklijke feestdag, sloegen communisten monarchistische demonstraties neer.
Onder het bewind van Nicolae Ceaușescu werd het historische deel van de stad grotendeels verwoest. Oude kerken werden vervangen door de megalomane socialistische gebouwen van het Centru Civic, waarvan het Paleis van het Volk het bekendste is. Slechts enkele historische wijken werden behouden.
In 1977 werd Boekarest getroffen door een zware aardbeving (7,4 op de schaal van Richter), die 1500 mensenlevens eiste.
In december 1989 brak in Timișoara een opstand uit, die ook Boekarest bereikte en uiteindelijk zou leiden tot de val van het communistische regime van Ceaușescu.
Sinds het jaar 2000 heeft de verbeterde economische situatie het mogelijk gemaakt Boekarest te moderniseren en zijn vele historische stadsdelen in hun oude glorie hersteld.

## Historische bevolkingsaantallen
| 1789: 30,030    |
| 1810: 42,000    |
| 1831: 60,587    |
| 1859: 122,000   |
| 1900: 282,000   |
| 1918: 383,000   |
| 1930: 639,000   |
| 1941: 992,000   |
| 1956: 1,237,000 |
| 1966: 1,452,000 |
| 2000: 2,300,000 |
| 2003: 2,082,000 |

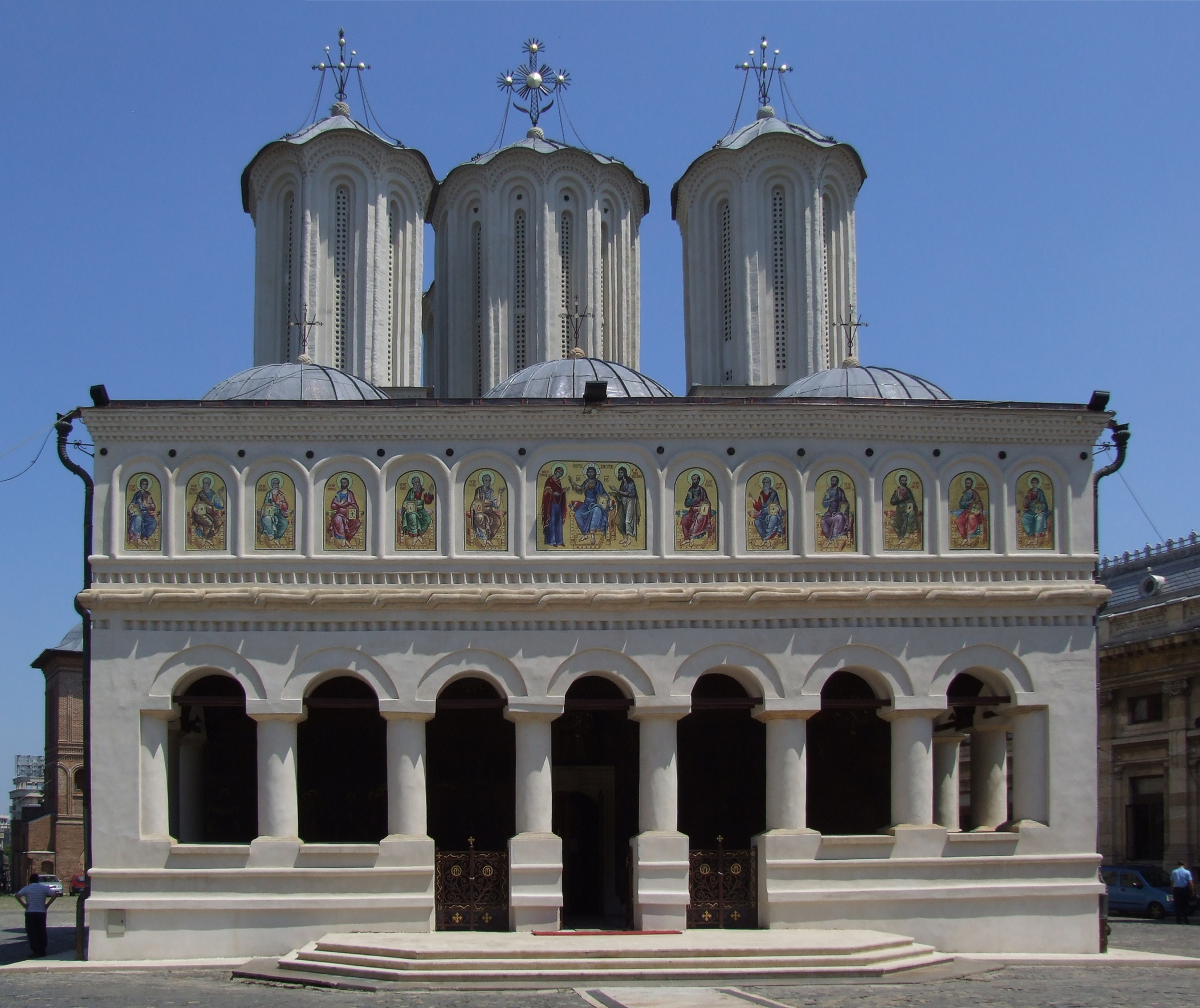
De kerk van het patriarchaat van Boekarest
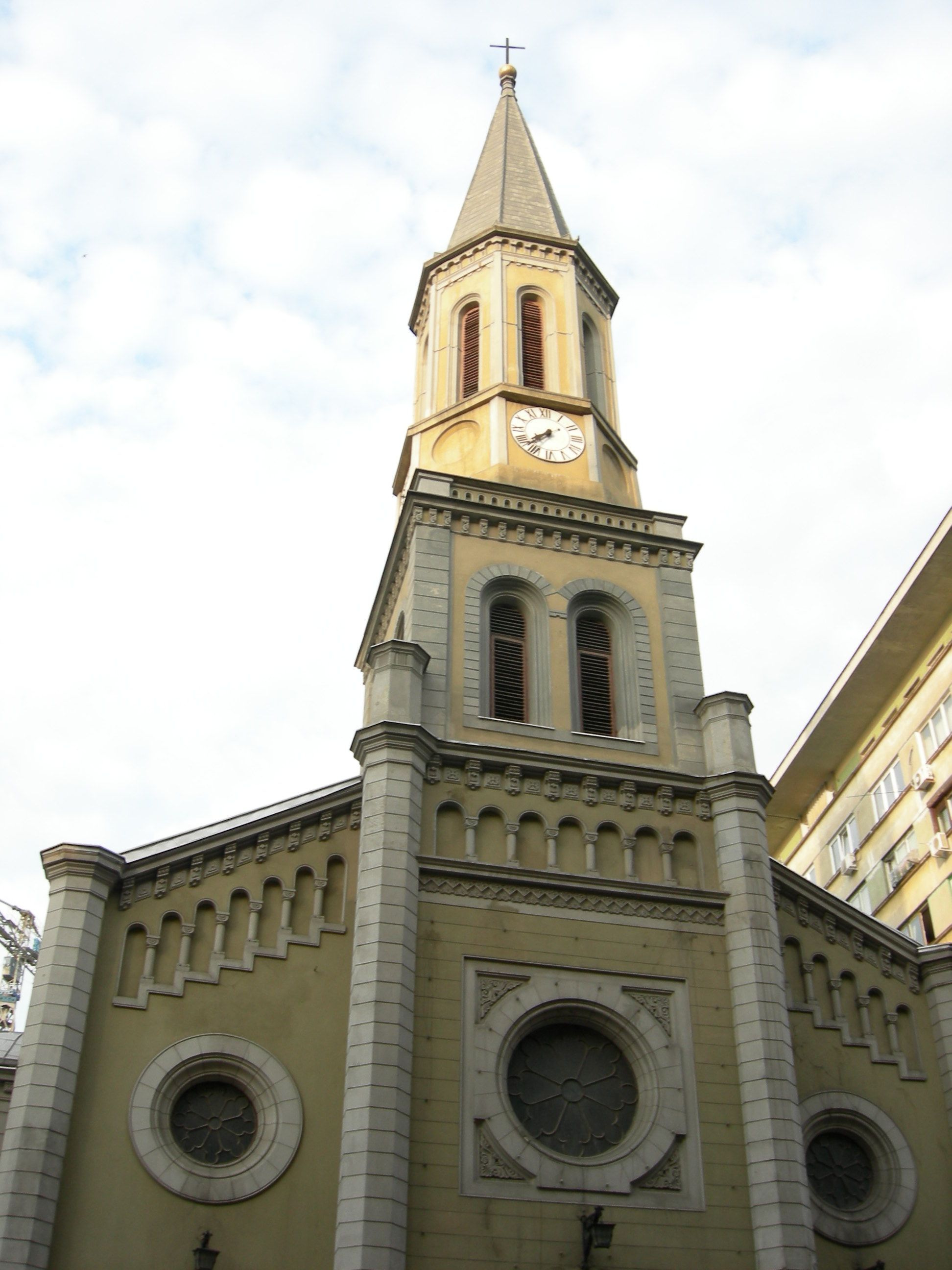
De Lutherse kerk
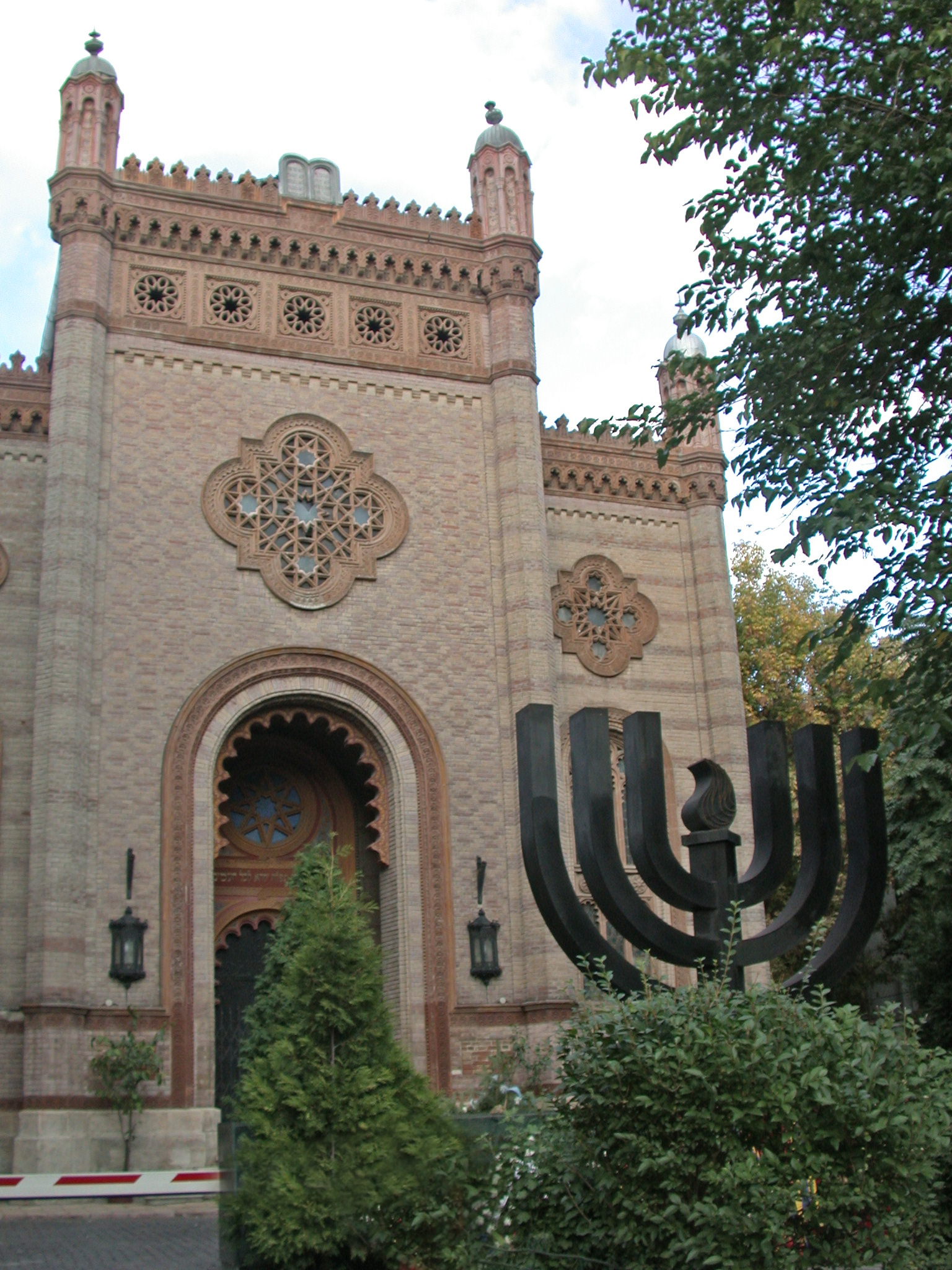
De Synagoge van Boekarest
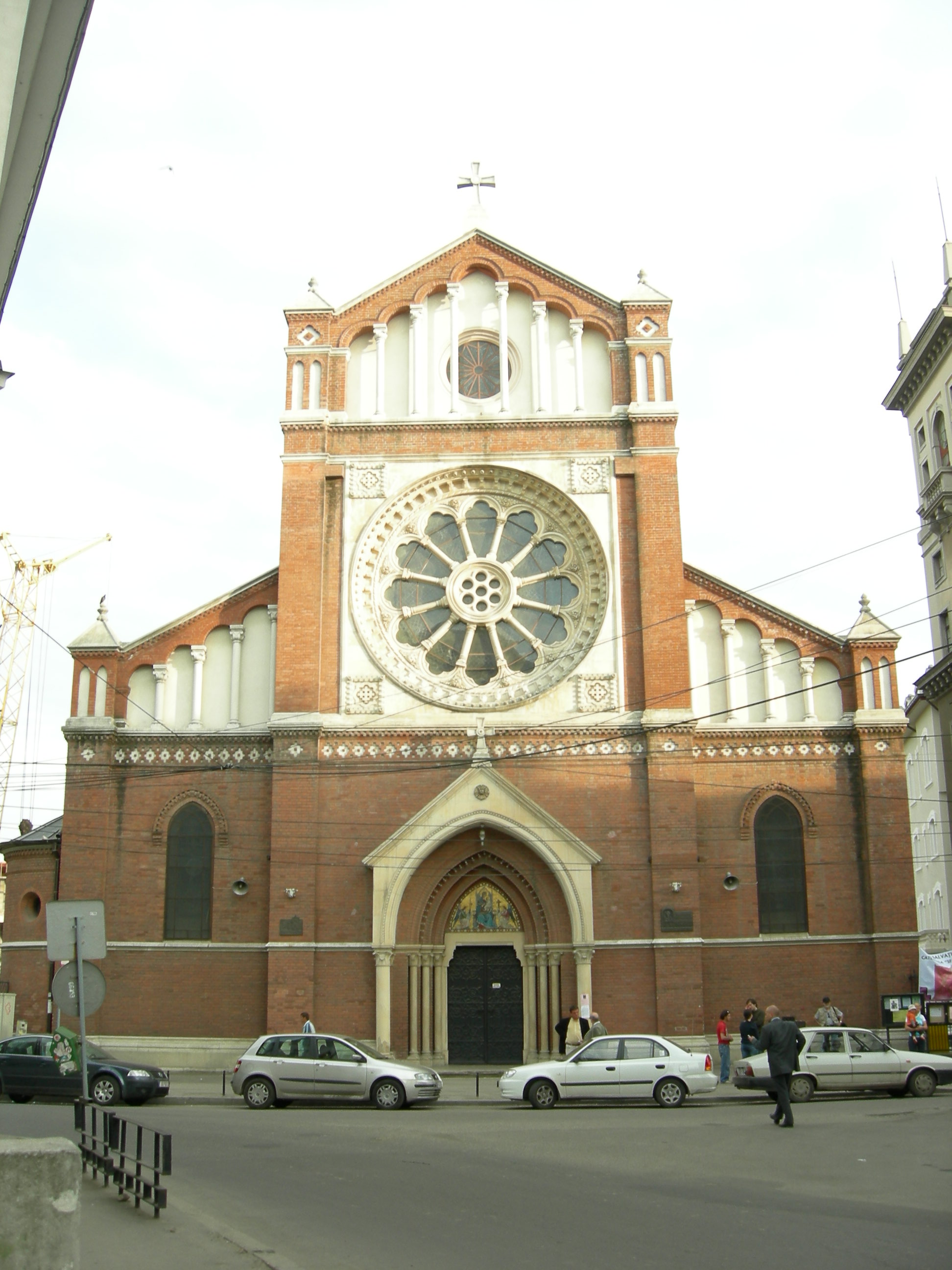
De Kathedraal van Sint Josef

Amsterdam · Andorra la Vella · Athene · Belgrado · Berlijn · Bern · Boedapest · Boekarest · Bratislava · Brussel · Chisinau · Dublin · Helsinki · Kiev · Kopenhagen · Ljubljana · Londen · Lissabon · Luxemburg · Madrid · Minsk · Monaco · Moskou · Nicosia · Oslo · Parijs · Podgorica · Praag · Pristina · Reykjavik · Riga · Rome · San Marino · Sarajevo · Skopje · Sofia · Stockholm · Tallinn · Tirana · Valletta · Vaticaanstad · Vaduz · Vilnius · Warschau · Wenen · Zagreb